# 十和田市立高清水小学校
十和田市立高清水小学校（とわだしりつ たかしずしょうがっこう）は、青森県十和田市大字相坂にある公立小学校。

## 沿革
- 1911年（明治44年）11月15日 - 藤坂小学校冬季分教室として開校。
- 1928年（昭和3年） - 校舎移転新築。
- 1940年（昭和15年）4月1日 - 冬季分教室から常設分教室に変更。
- 1941年（昭和16年）4月1日 - 国民学校令により、藤坂国民学校高清水分教場と改称。
- 1946年（昭和21年）4月 - 藤坂村立藤坂小学校高清水分教場と改称。
- 1955年（昭和30年）
  - 2月1日 - 藤坂村と三本木町が合併した三本木市発足により、三本木市立藤坂小学校高清水分教場と改称。
  - 3月 - 三本木市立藤坂小学校高清水分校と改称。
  - 4月1日 - 独立し、三本木市立高清水小学校と改称。
- 1956年（昭和31年）
  - 4月1日 - 校歌制定。
  - 5月18日 - 現在地に、新校舎落成。
  - 10月10日 - 市名変更により、十和田市立高清水小学校と改称。
- 1959年（昭和34年）
  - 9月7日 - 体育館落成。
  - 9月25日 - 校章制定。
- 1986年（昭和61年）1月 - 防音校舎第一期工事完了。
- 1987年（昭和62年）2月 - 防音校舎第二期工事完了。
- 1988年（昭和63年）3月 - 防音校舎第三期工事完了。
- 2025年（令和7年）3月末 - 東小学校に統合（予定）[1]。

## 児童数
| 学年 | 1年 | 2年 | 3年 | 4年 | 5年 | 6年 | 特別支援 | 合計 |
| ---- | --- | --- | --- | --- | --- | --- | -------- | ---- |
| 学級 | 0.5 | 0.5 | 0.5 | 0.5 | 0.5 | 0.5 | 1        | 4    |
| 児童 | 3   | 3   | 3   | 5   | 7   | 6   | 2 (内数) | 27   |

- 学級数「0.5」は、複式学級を表す。

## 学区
- 大字相坂字高清水の一部、大字八斗沢字家ノ下の一部。

## 周辺
- 青森県道10号三沢十和田線
- 稲生川
- 青森県立三本木農業高等学校

## アクセス
- 十和田観光電鉄バス「高清水」バス停下車後、徒歩約0.6km・約7分。
- 2012年（平成24年）3月31日までは、十和田観光電鉄鉄道線高清水駅から、すぐだった。現在の高清水バス停は、高清水駅の目の前である。

## 参考資料
- 『青森県教育史 別巻』(青森県教育委員会・1973年12月20日発行)「学校沿革 小学校」738頁「高清水小学校」（昭和31年までの一部記載分のみ）
- 『十和田市史 上巻』（十和田市・1976年9月1日発行）「第四篇教育 第二章学校教育 第五節現在の教育 五市内小中学校の沿革 ○小学校」768頁「高清水小学校」（昭和34年の記載分まで）